# یاریجان‌خالصه
یاریجان‌خالصه، روستایی از توابع بخش مرکزی شهرستان میاندوآب در استان آذربایجان غربی ایران است.ازجمله بخش های دیدنی آن زیارتگاه محمد حسن آقا میتوان اشاره کرد و بعد از آن جاهای دیدنی مثل دور زرینه رود ومردمان بسیار خونگرم مهمان پرست دارای مردمان بااتحاد درعروسیها وعزاداریهای

## جمعیت
این روستا در دهستان زرینه‌رود قرار دارد و براساس سرشماری مرکز آمار ایران در سال ۱۳۸۵، جمعیت آن ۹۵۰ نفر (۲۵۲ خانوار) بوده‌است. مردمان روستای یاریجان خالصه به زبان ترکی آذربایجانی صحبت می‌کنند و از نظر دینی و مذهبی اهل حق هستند.